# Aria da capo
En musique classique, une aria da capo — ou aria con da capo, c'est-à-dire, en français : « aria avec da capo », soit « aria avec reprise » — est une variété d'aria, de forme « ABA' ».
L'air de Ferrando Un'aura amorosa, au premier acte du Così fan tutte de Mozart, est un exemple d'aria da capo.
Dans l'aria da capo, la partie médiane (« B »), souvent contrastée, est encadrée par la mélodie principale (« A » et « A' ») dont la reprise (« A' »), qui constitue le « da capo » proprement dit, est très souvent ornementée, permettant ainsi de mettre en valeur la virtuosité vocale de l'interprète et de renforcer l'expression des états d'âme des personnages (affetti).
Ce type d'aria est très en vogue au XVIIe siècle, et surtout au XVIIIe siècle, dans l'opéra (les maîtres de son âge d'or en sont Scarlatti, Leo, Vinci, Feo, Hasse…), mais en usage également dans d'autres genres vocaux tels que cantate, oratorio, messe, etc. Dans le but de raccourcir et de dynamiser la forme, il est parfois indiqué dal segno (« depuis le signe ») qui fait reprendre, non au début, mais dans le courant de la partie « A » tel l'air au début de l'acte II de La Griselda (1721) Mi rivedi, o selva ombrosa (« Tu me vois encore, ô forêt ombragée »), de Scarlatti.
Au cours du XVIIIe siècle, afin de limiter les « excès » des solistes — castrats et prima donna — qui avaient pris l'habitude d'utiliser l'aria da capo comme un moyen de faire triompher leurs capacités vocales au détriment de l'action scénique, les compositeurs commencent à en noter intégralement la troisième partie, agrémentée ou non de notes ornées.
Au XIXe siècle, les compositeurs ont de plus en plus tendance à estimer que l'aria da capo nuit à la progression dramatique en interrompant inutilement celle-ci : ils finissent par délaisser le genre, au profit de la cavatine et l'arioso, entre autres.